# Parafia św. Jana Apostoła w Nurze
Parafia pw. Świętego Jana Apostoła w Nurze – rzymskokatolicka parafia należąca do dekanatu Czyżew, diecezji łomżyńskiej, metropolii białostockiej. Siedziba parafii mieści się w Nurze, przy ulicy Małkińskiej.

## Historia
Parafia została erygowana w 1401. Obecny kościół został odbudowany w latach 1948-1966, po zniszczeniu w 1944 murowanego kościoła wybudowanego w 1870.

## Miejsca święte
Kościół parafialny
Kościoły filialne i kaplice
- Kościół pw. Wniebowzięcia Najświętszej Maryi Panny w Zaszkowie[1]

## Obszar parafii
W granicach parafii znajdują się miejscowości:

- Nur,
- Kamianka Nadbużna,
- Kamianka-Stokowo,
- Kamieńczyk-Pierce,
- Kamieńczyk Wielki,
- Kossaki,
- Kramkowo Lipskie,
- Kunin-Zamek,
- Łęg Nurski,
- Murawskie Nadbużne,
- Myślibory,
- Kolonia Wschodnia (Nur),
- Obryte,
- Ołowskie,
- Ołtarze-Gołacze,
- Ślepowrony,
- Strękowo,
- Szpice,
- Tymianki-Adamy,
- Tymianki-Dębosze,
- Tymianki-Moderki,
- Tymianki-Okunie,
- Tymianki-Pachoły,
- Tymianki-Skóry,
- Tymianki-Szklarze,
- Zaszków,
- Zaszków-Kolonia,
- Żebry-Laskowiec
- Żebry-Kolonia.